# Geschichte der Stadt Montabaur

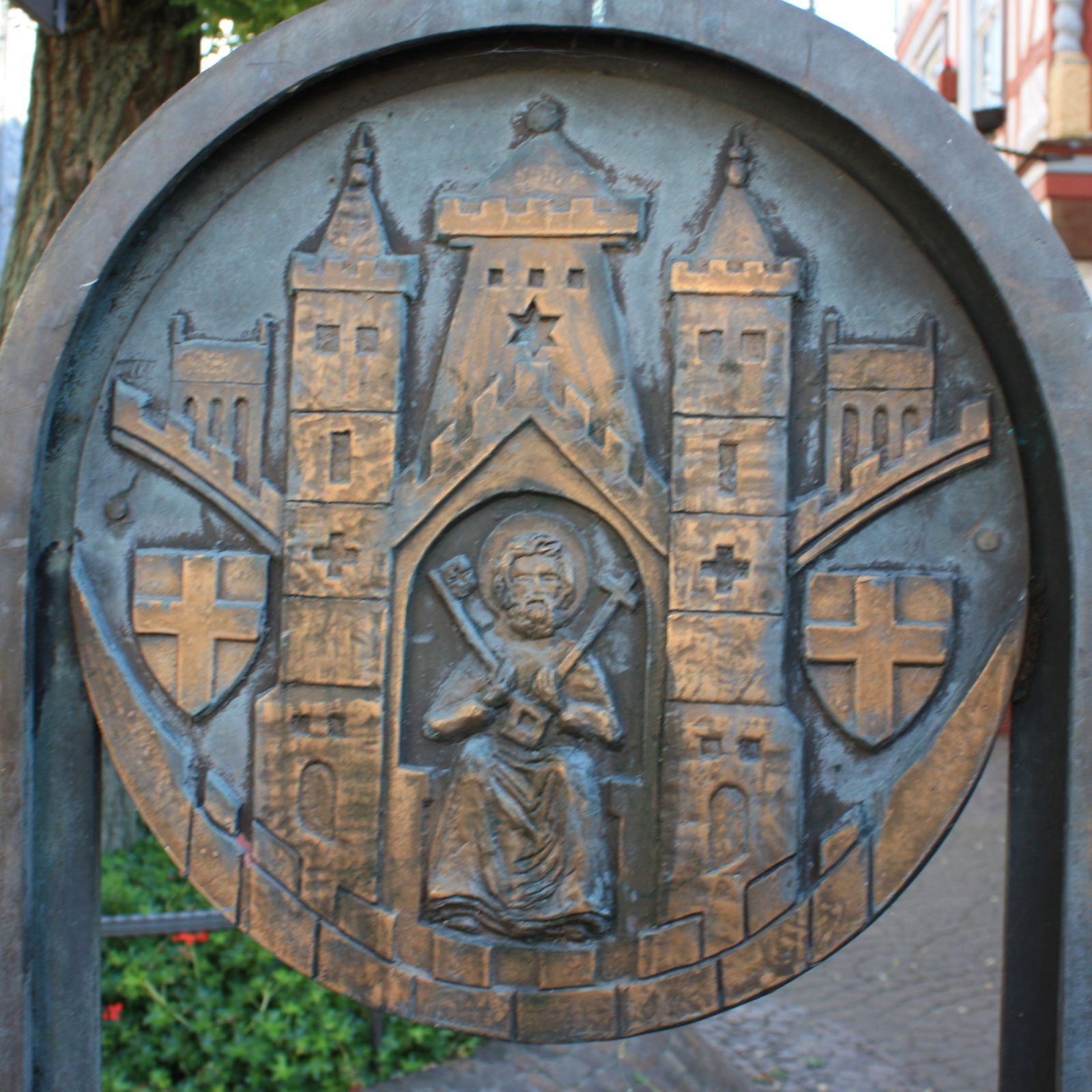
Nachdruck des ersten Stadtwappens in der Fußgängerzone

Die Geschichte von Montabaur und insbesondere ihre historischen Erwähnungen (Quellen) sind eng verbunden mit der Geschichte des Kastells auf dem in der Montabaurer Senke gelegenen Hügel.

## Vor- und Frühgeschichte
Die ältesten Siedlungsspuren in der Region wurden auf dem Malberg nördlich der Stadt und außerhalb des heutigen Stadtgebiets in Form von keltischen Ringwällen gefunden. Montabaur entwickelte sich vermutlich, weil an dieser Stelle die Altstraße Via Publica das Gelbachtal durchquerte und der Ort zugleich rund einen Tagesmarsch von Koblenz und Limburg an der Lahn auf dieser Route entfernt war.

## Mittelalter
In den Jahren zwischen 931 und 949 ließ Herzog Hermann von Schwaben in der erstmals 959 urkundlich erwähnten Siedlung unter seiner Burg eine Holzkirche errichten und schenkte sie dem Koblenzer Marienkloster, dem späteren Stift St. Florin. Das Kloster erbaute an ihrer Stelle eine Steinkirche, die 959 dem Apostel Petrus und dem heiligen Georg geweiht wurde. Der Zehntbereich der Kirche war zu dieser Zeit sehr ausgedehnt. Er erstreckte sich nach Osten am Gelbach entlang bis zu dessen Mündung in die Lahn bei Obernhof und im Norden bis an den Saynbach. Nach Westen und Süden wurde er von den Territorien von Bad Ems, Nassau und anderer Grundherrschaften so begrenzt, dass die Grenze innerhalb des auch heute noch ausgedehnten Waldgebiets an dieser Stelle verlief. Die Befestigungsanlage wurde als „Castellum Humbacense“ bezeichnet. Die mittelalterliche Ortsbezeichnung Humbach oder Hunback für das fränkische Dorf setzt sich vermutlich aus Hun (= Huno) und Back (= Recht) zusammen, was etwa Ort, wo der Ritter Huno Recht spricht bedeutet.
Die Burg mit dem Dorf und weite Gebiete des Westerwaldes fielen im 11. Jahrhundert an die Erzbischöfe von Trier. Deren ursprüngliches Territorium um Trier herum, das später sogenannte „obere Erzstift“, wurde 1018 beträchtlich erweitert. Kaiser Heinrich II. übertrug dem Trierer Erzbischof Poppo von Babenberg den fränkischen Königshof Koblenz mitsamt dem zugehörigen Reichsgut. Der untere Westerwald und damit Humbach und das Land am Zusammenfluss von Rhein und Mosel bildeten nun das „untere Erzstift“. Montabaur war damals offenbar schon Mittelpunkt eines ausgedehnten Einflussbereichs. Neben dem ausgedehnten Zehnt der Kirche war die Siedlung spätestens im 12. Jahrhundert Hauptort des Reichswalds Spurkenberg, der sich zwischen Lahn, Rhein, Saynbach und Gelbach sowie dessen östlichen Quellbächen erstreckte und wohl seit ottonischer Zeit als Lehen an das Erzbistum Trier vergeben war.
Der Erzbischof Dietrich II. von Trier (1212–1242) ließ das „Castellum Humbacense“ zu einer festen Trutzburg gegen seinen Feind, den Grafen von Nassau, ausbauen. Im Jahr 1212 kam es zu einer blutigen Auseinandersetzung zwischen den beiden Landesherren auf einer kleinen Anhöhe vor Humbach. In der verlustreichen Schlacht geriet der Trierer Erzbischof Dietrich von Wied für zwei Jahre in nassauische Gefangenschaft und unter vielen anderen wurde Ritter Albert von Koblenz getötet. Die Burg ließ der siegreiche Graf von Nassau zerstören.
Nach seiner Freilassung aus der nassauischen Gefangenschaft 1214 nahm Erzbischof Dietrich II. von Wied (1212–1242) an einem Kreuzzug teil und zog ins Heilige Land. Nach seiner Rückkehr sah er gewisse Ähnlichkeiten zwischen dem Humbacher Hügel und dem Berg Tabor im Heiligen Land, der als Ort der Verklärung Christi gilt. Daraufhin ließ er die zerstörte Burg 1217 wieder aufbauen und nannte den Hügel Mons Tabor, woraus sich später der heutige Stadtname Montabaur entwickelte. Eine Erwähnung von 1227 nennt die Burg „Muntabur“.

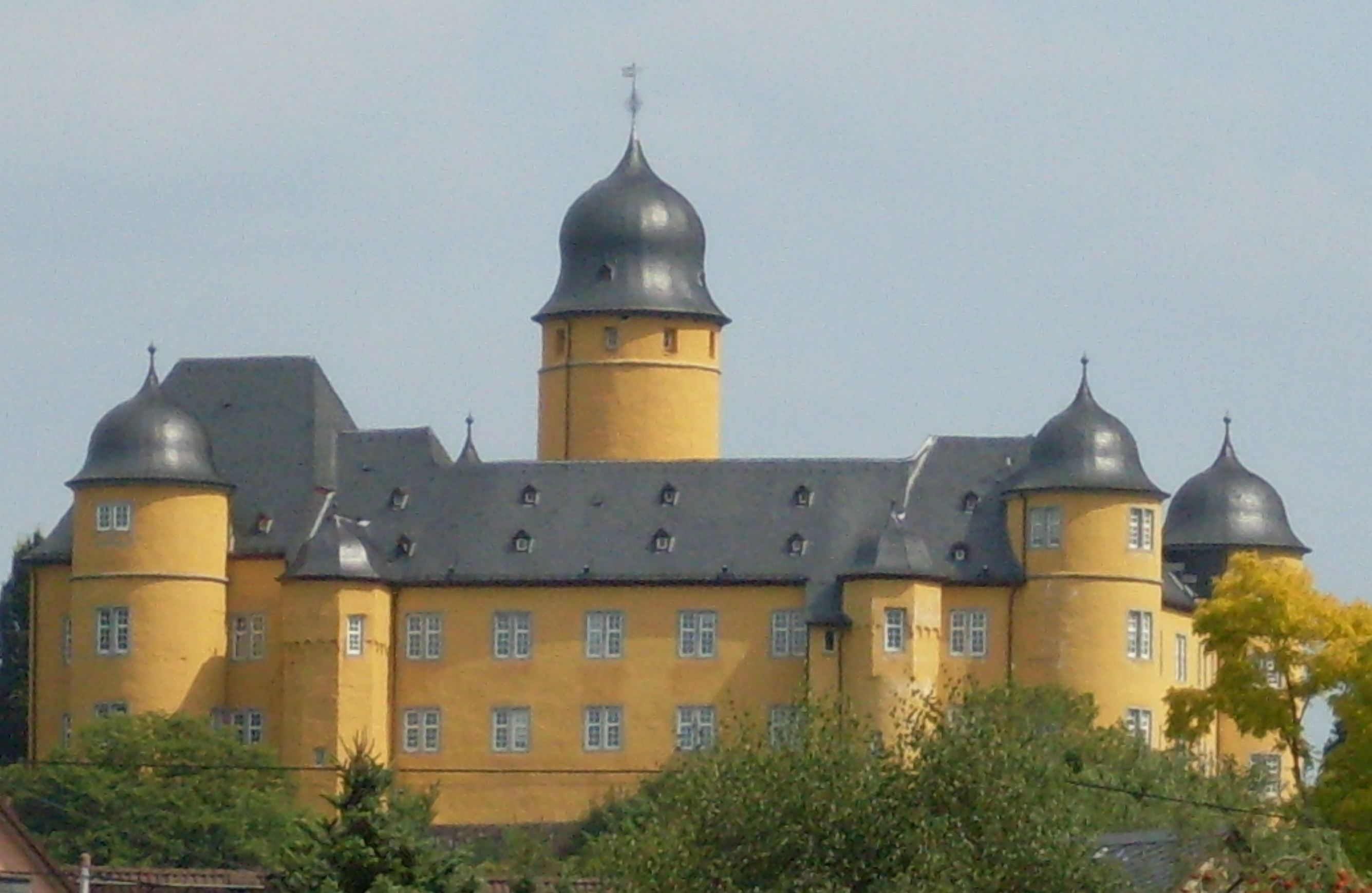
Schloss Montabaur

Die Befestigungsanlage, mit Soldaten und einem Burghauptmann besetzt, hatte die Aufgabe, die Siedlung und das Umland zu kontrollieren (Forst Spurkenberg zwischen Lahn, Rhein, Gelbach und Sayn). Es wohnten auch Beamte und Verwalter des Erzbischofs in der Burg, die Steuern, Bußen, Renten und Abgaben einzogen. Mehrere Burgmannenfamilien waren dort angesiedelt. Der Burg stand zunächst ein vom Erzbischof eingesetzter Burggraf vor. Von 1341 an setzte sich die Bezeichnung „Amtmann“ für diese Funktion durch. Ab 1335 sind Keller für die Abgabenverwaltung verbürgt. Lange Zeit behielt das Kastell Montabaur seine Bedeutung als Verwaltungszentrale, auch nachdem Mitte des 14. Jahrhunderts der Konflikt zwischen Kurtrier und Nassau weitgehend beigelegt worden war.
In die Jahre zwischen 1280 und 1290 fällt die Errichtung des noch heute existierenden Bergfrieds auf Schloss Montabaur. Am 29. Mai 1291 verlieh König Rudolf von Habsburg (1218 bis 1291) auf Bitten von Erzbischof Boemund von Trier Montabaur zusammen mit Welschbillig, Mayen, Bernkastel und Saarburg die Stadtrechte.

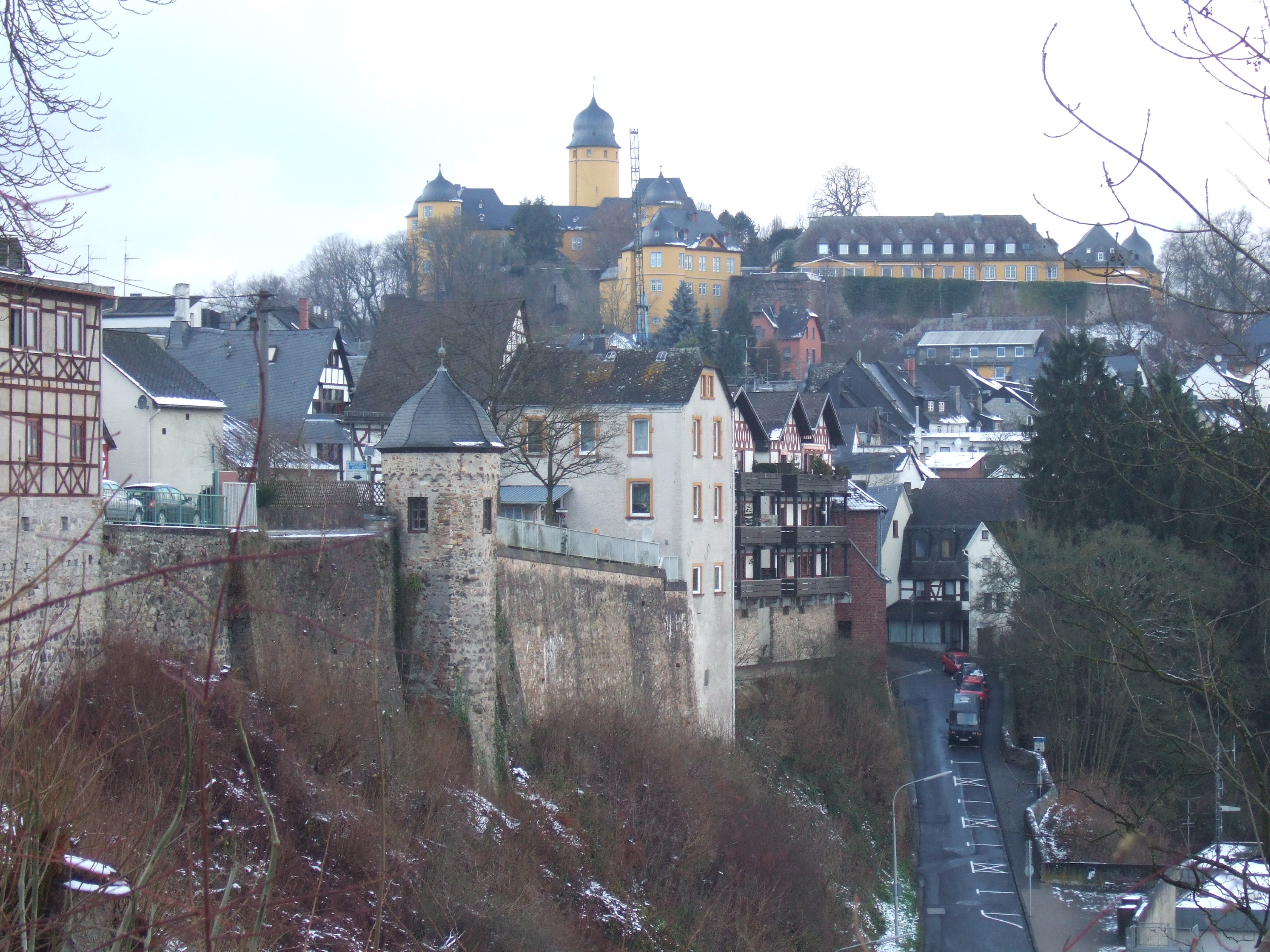
Schloss Montabaur mit alter Stadtmauer und Sauertalstraße

Die Stadt selbst trennte sich rechtlich zunehmend vom Burgbezirk. Gab es zunächst ein vom Erzbischof eingesetztes Hofgericht auf der Burg, das auch für die Stadt zuständig war, setzte die Bürgerschaft spätestens 1300 ein aus ihren eigenen Reihen gewähltes Schöffengericht durch, das spätestens 1520 auch die Blutgerichtsbarkeit ausübte und das Hofgericht ganz verdrängte. Aus dem Schöffenkolleg bildete sich schnell auch eine politische Führungsschicht. Für 1442 ist ein Stadtrat verbürgt, der sich 1491 aus den 14 Schöffen und 14 weiteren Bürgern zusammensetzte. Ein Bürgermeister wird erstmals 1359 erwähnt. Vermutlich bestand schon damals ein Rat. Daneben gab es einen Schultheiß, der direkt vom Erzbischof eingesetzt wurde. Die Stadt gliederte sich in fünf Nachbarschaften (Stadtbezirke) sowie drei Nachbarschaftliche Landgemeinden, die gegenüber dem Stadtrat durch Nachbarschaftsknechte vertreten wurden. In der Stadt bestanden 13 organisierte Zünfte, unter denen die Wollweber, Gerber, Bäcker und Krämer die bedeutendsten waren. Die niederadlige Burgbesatzung blieb offenbar klein und entwickelte nie einen bedeutenden Einfluss in der Stadt.

Wolfsturm, ehemaliger Wachturm

Um den mittelalterlichen Stadtkern am Fuß des Burghügels, mit dem Rathaus am Großen Markt und dem Kleinen Markt, zog sich die mittelalterliche Stadtbefestigung. Bereits auf einem Siegel vom Ende des 13. Jahrhunderts ist eine Stadtmauer abgebildet, was die damalige Existenz nicht beweist, aber nahelegt. Der mächtigste Turm der Stadtmauer war der Wolfsturm, vom Kastell aus gut zu sehen. Die Stadtmauer hatte viele Türme und 13 Tore, mit dem Haupttor im Süden, nahe der katholischen Kirche. Dieses sogenannte Peterstor, das 1324 erstmals erwähnt wird, hatte zwei Durchgänge, die Elberter und die Hollerer Pforte. Wie im Mittelalter üblich, waren die Tore bewacht und der Wächter wurde angewiesen, dass er „niemand ohne Geheiß des Bürgermeisters ein- und auslassen wolle. Dass er auf Pfortengeld, Zins, Zoll und andere Abgaben mit Fleiß acht haben, auf die Zollzeichen merken und sein Gewehr allzeit mit sich tragen wolle“. Die übrigen Haupttore waren die Schöffen-, Allmanshäuser- und Sauertalerpforte.
Eine jüdische Gemeinde gab es bereits im frühen 14. Jahrhundert, da für 1336 eine Judenverfolgung in der Stadt überliefert ist.
Im 14. und 15. Jahrhundert wurde Montabaur eine recht wohlhabende Stadt mit bedeutendem Leder- und Tuchgewerbe. Für 1387 ist ein fester Marktplatz in der Stadt belegt. In der Mitte des 14. Jahrhunderts waren Tuchhändler aus Montabaur auf Messen in Frankfurt, Mainz und Friedberg vertreten. Die Wollweberzunft unterhielt in Frankfurt eine eigene Handelsniederlassung. Eigene Jahrmärkte sind für 1478 nachgewiesen, allerdings besaß der Markt zum Weihefest der Kirche St. Peter und St. Georg bereits einige Privilegien und dürfte deshalb erheblich älter sein. Gebremst wurde die Stadtentwicklung jedoch durch drei große Stadtbrände in den Jahren 1491, 1534 und 1667. Der Brand von 1491 vernichtete innerhalb von drei Stunden sämtliche Gebäude der Stadt einschließlich der Türme der Stadtmauern. Auch bei den anderen Bränden wurden zahlreiche Häuser sowie die meisten mittelalterlichen Türme und Tore zerstört. Im 19. Jahrhundert verfielen weitere Teile der mittelalterlichen Stadt, so dass heute von der Stadtbefestigung außer vier Türmen wenig erhalten ist.
1452 gab es eine Schule in der Stadt.

### Niederadel
Mehrere niederadlige Familien nannten sich nach Montabaur. Diese Bezeichnung dürfte zunächst auf eine Ansiedlung als trierische Burgmannen im Ort zurückzuführen sein. Im 13. und 14. Jahrhundert tauchen erstmals Zweige regionaler Häuser auf, die für wenige Jahrzehnte unter der Bezeichnung von Montabaur fassbar sind. Erst im 15. Jahrhundert stiegen Vertreter aus der bürgerlichen Schöffenschicht der Stadt in den Adel auf.
Eine längere Existenz lässt sich erstmals den Schwalborn von Montabaur nachweisen. Als ihr Vertreter wird 1326 ein Hermann von Montabaur genannt. Einer der letzten Namensträger dürfte ein Heinricht gewesen sein, der als Komtur des Deutschen Ordens 1410 in der Schlacht bei Tannenberg von den Polen gefangen und darauf hingerichtet wurde.
Die Süß von Montabaur werden erstmals 1324 sogenannt. In der Folge erscheinen sie häufig als Burgmannen in Nassau. 1498 starb das Geschlecht aus.
Die Nonnenberger von Montabaur sind am Ende des 14. Jahrhunderts als Schöffenfamilie und bald auch als Burgmannen zu fassen. Letztmals wird 1589 ein Mitglied der Familie genannt, allerdings aus einem bürgerlichen Zweig.
Die Neuer von Mojntabaur werden 1386 erstmals als Bürgerliche genannt, 1476 erstmals als Burgmannen. 1522 und 1534 wird ein Mitglied des Geschlechts als Bürgermeister erwähnt. Ein Georg Newener (1586–1615) war kurtrierischer Haushofmeister, seine Tochter Margarethe Priorin des Benediktinerinnenklosters Koblenz. Vor 1652 starb die Familie im Mannesstamm aus.

## Neuzeit

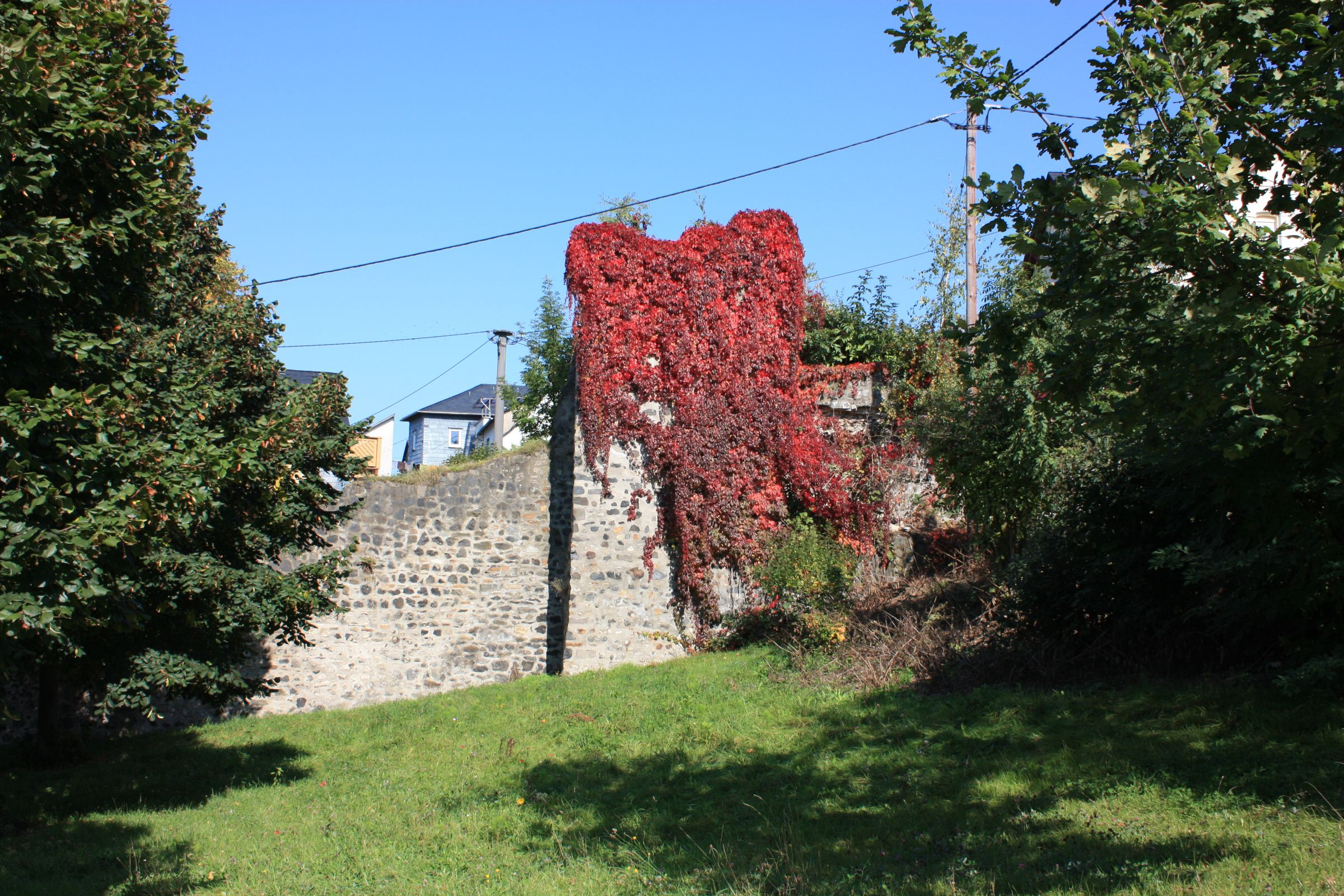
Erhaltene Reste der Stadtmauer

Im 16. Jahrhundert entstand der Kern des Schlossbaus, der bis heute das Erscheinungsbild der Stadt bestimmt. Um 1520 wurde die mittelalterliche Burg unter Erzbischof Richard von Greiffenklau zu Vollrads zu einem vierflügeligen Renaissanceschloss ausgebaut. Das gegenwärtige Aussehen erhielt das Schloss aber erst unter Erzbischof und Kurfürst Johann Hugo von Orsbeck, der von 1676 bis 1711 das Erzbistum Trier regierte. Zwischen 1687 und 1709 erhielt das Schloss Montabaur seinen barocken Grundriss und blieb bis 1802 eine der Residenzen der Kurfürsten zu Trier. Bereits für 1586 sind sechs Jahrmärkte pro Jahr nachgewiesen, ungewöhnlich viele für eine Stadt dieser Größe. 1779 wurde die Zahl auf zwölf erhöht.
Im 16. Jahrhundert erreichten die Prozesse gegen Hexerei einen Höhepunkt in der Stadt und dem Amt Montabaur. In den Jahren 1592/93 wurden beispielsweise 30 Personen hingerichtet. Der Höhepunkt wurde in den Jahren 1629 bis 1631 erreicht, als gegen 80 Frauen, Männer und Kinder Todesurteile wegen Hexerei verhängt wurden.
Im Jahr 1628 wurde Montabaur mit einer Poststation an das Netz der Kaiserlichen Reichspost angeschlossen.
Da Montabaur zu Kurtrier gehörte, blieb es von den frühen Kriegswirren des Dreißigjährigen Krieges verschont. Erst mit dem Eintritt der Schweden änderte sich die Lage. Im Jahr 1631 besetzte eine schwedische Armee die Stadt. In den folgenden Jahren wurde die Stadt wiederholt von verschiedenen Kriegsparteien besetzt. Beim Abschluss des Westfälischen Friedens lebten von den einst fast 2000 Einwohnern nur noch 150 Bürger und ein paar Hundert sonstige Einwohner.
Seit 1627 wurden zunehmend Franziskaner aus dem Konvent Limburg als Seelsorger in Montabaur eingesetzt. Auf „Johannes Enthauptung“ am 29. August 1641 beantragte der Stadtrat die Errichtung eines eigenen Konvents. Begründet wurde dies mit der mangelhaften Seelsorge infolge des Dreißigjährigen Kriegs. In den folgenden Jahren kam es zur Errichtung einer Residenz in den Räumen des städtischen Hospitals, für anfänglich zwei Mönche. Bereits 1653 wurde die Residenz zu einem eigenständigen Konvent aufgewertet. Am Konvent bestand ein zusätzlicher Tertiarerorden „Vom heiligen Gürtel des Franziskus“. Seit 1661 übernahmen die Franziskaner die Betreuung der Wallfahrt nach Wirzenborn, der Erlös war zum Ausbau des auf acht Mönche angewachsenen Konvents bestimmt. Ebenfalls baute der Konvent in Montabaur ein Gymnasium auf.
Spätestens im 16. Jahrhundert war die Herausbildung eines Markwalds aus dem einstigen Königsforst Spurkenwald abgeschlossen. Neben der Stadt Montabaur waren 24 Dorfgemeinden Mitmärker. Der Montabaurer Markwald erstreckte sich in Nord-Süd-Richtung langgezogen von der nördlichen Ortsgrenze von Arzbachbis nach Ebernhahn sowie in West-Ost-Richtung von der heutigen Alarmstange auf der Montabaurer Höhe bis an den westlichen Stadtrand. Allerdings begann bereits im 16. Jahrhundert Kurtrier eine Oberhoheit über die Mark zu beeinflussen. Zudem kam es zu zahlreichen juristischen Auseinandersetzungen und Klagen über den schlechten Zustand des Waldes, so dass die Mitmärker erstmals 1733 eine Aufteilung der Mark forderten, was von Kurtrier aber abgelehnt wurde.
Im Jahr 1789 eröffnete in Montabaur die erste Apotheke. Um das Jahr 1790 wurde die Chaussee von Trier über Koblenz, Montabaur nach Limburg, die Vorläuferin der heutigen B49, erbaut.

## 19. Jahrhundert bis heute

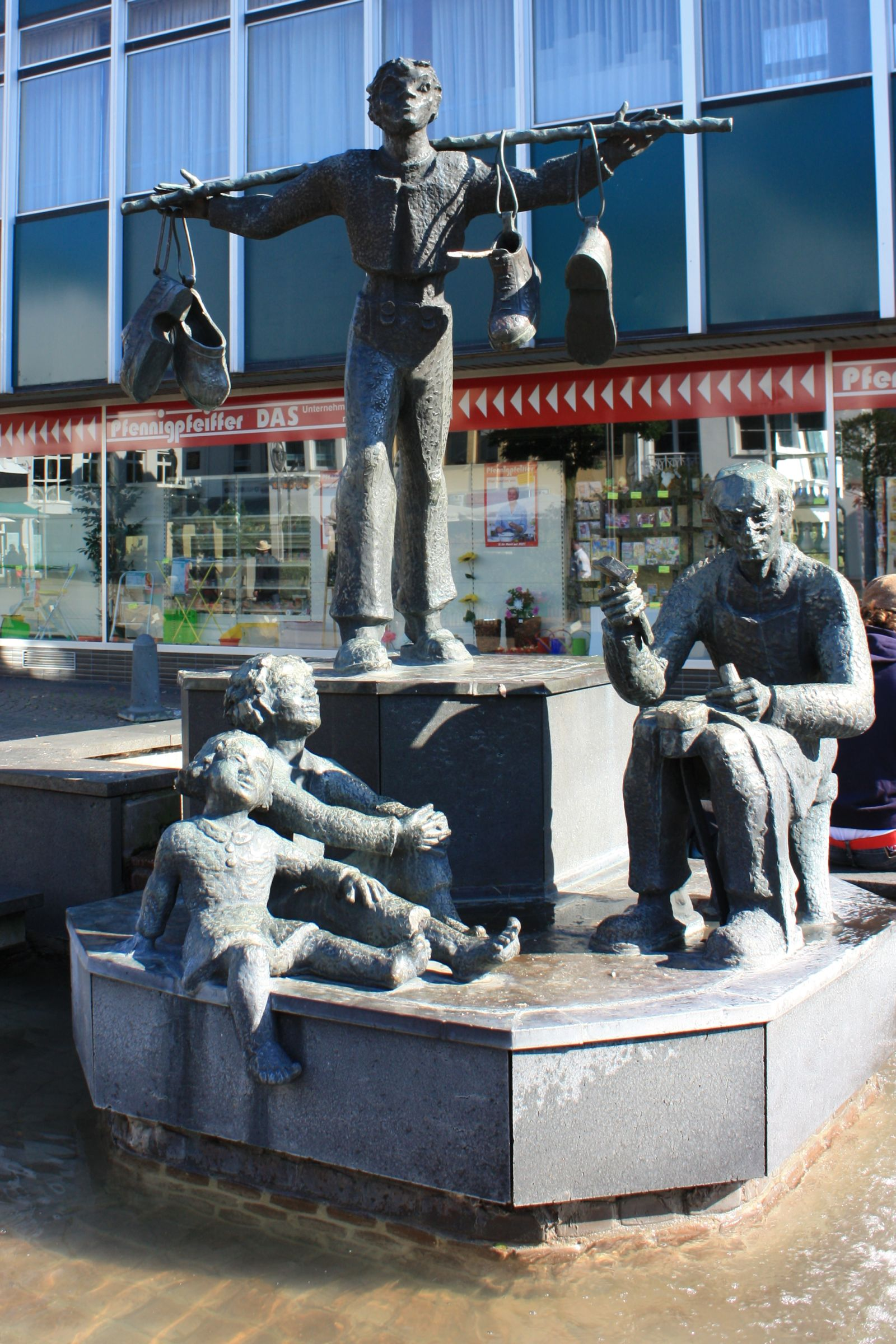
Der Schusterbrunnen erinnerte an die Bedeutung des Schuhmacherhandwerks im 19. Jahrhundert

Im Verlauf der Auflösung des alten Reiches wurde Montabaur am 2. November 1802 provisorisch und zum 13. September 1806 offiziell von den beiden Nassauer Fürstentümern Usingen und Weilburg in Besitz genommen, die sich 1806 zum Herzogtum Nassau vereinten. Ebenso wie vorher unter Kurtrier blieb Montabaur unter den Nassauern Sitz eines Amtes, das bis 1816 mehrfach umgegliedert wurde. Die Burg wurde zum Jagdschloss der Herzöge von Nassau umgebaut, die aber nie dort wohnten. Das Schloss verlor damit seine Bedeutung und wurde von 1851 an als Lehrerseminar genutzt.
Die neue staatliche Zugehörigkeit brachte auch die bereits zuvor geforderte Auflösung des Montabaurer Markwalds voran. Die Initiative ging 1808 von Wirges aus. Auch die nassauische Regierung war an einer Auflösung interessiert und erzwang die Zustimmung der sich zunächst weigernden Stadt Montabaur. 1818 wurde der Teilungsrezess des Markwalds verabschiedet und am 20. August mit einer Versöhnungsfeier in Montabaur besiegelt.
Der Konvent der Franziskaner wurde, im Gegensatz zu den meisten Klöstern im Herzogtum Nassau, erst 1813 säkularisiert. Ursächlich hierfür war das Engagement des Ordens im Gymnasium sowie das sehr geringe Vermögen. Die Kapelle des Klosters wurde 1824 wegen Baufälligkeit abgerissen.
Als Folge des Deutschen Krieges fiel das Herzogtum Nassau 1866 an Preußen. Die Preußen gründen 1867 das Amtsgericht Montabaur, das die im vormaligen Herzogtum Nassau zu bildenden Gerichte verwalten soll. Es wurde in einem Gebäude des ehemaligen Franziskanerklosters am so genannten Amtmannsgarten untergebracht. Erst 1910 wurde das heutige Dienstgebäude errichtet und bezogen.

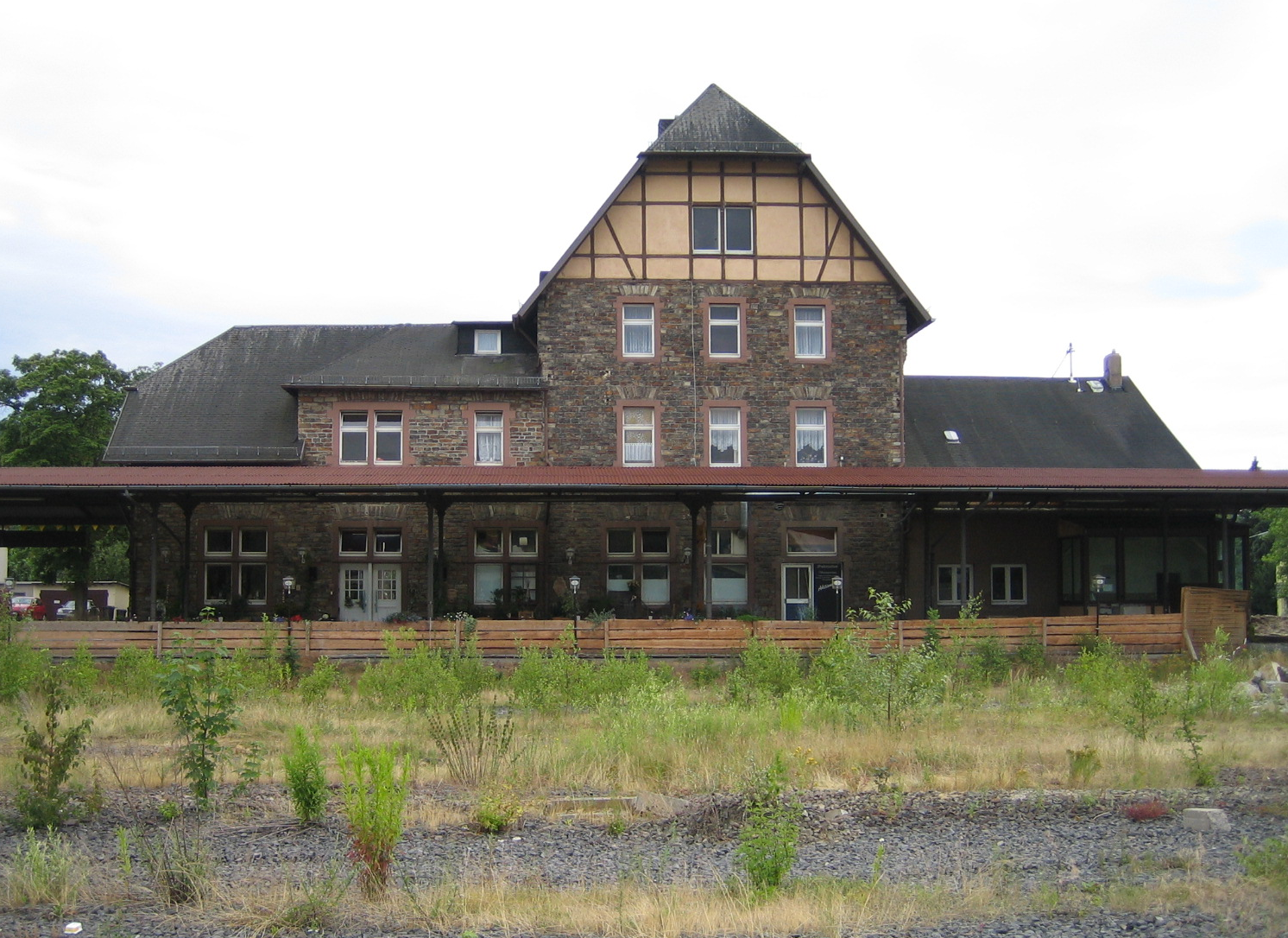
Alter Bahnhof Montabaur

In den 1870er-Jahren wurde die historische Pfarrkirche St. Peter in Ketten umfassend renoviert und neugotisch umgestaltet. Bei der Renovierung wurde der Putz von dem Bauwerk entfernt.

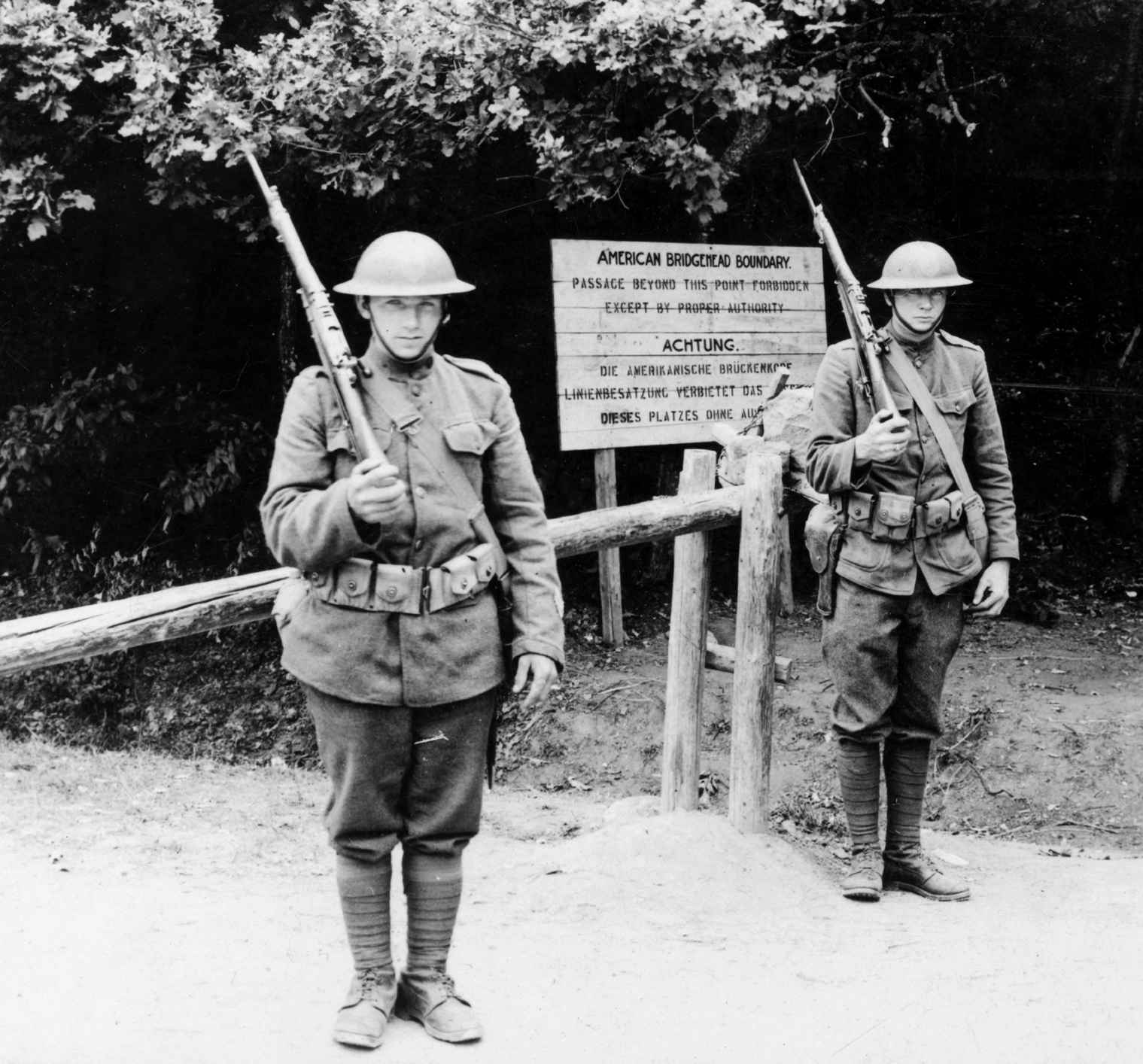
Zwei Amerikanische Soldaten bei der Rheinlandbesetzung in Montabaur 1919

Nach der Befreiung Deutschlands vom Nationalsozialismus durch die Alliierten 1945 gehörten der Unterwesterwaldkreis mit drei weiteren Kreisen der ehemaligen Provinz Hessen-Nassau zur französischen Besatzungszone. Das Amtsgerichtsgebäude wurde als Gouvernement Militaire von der französischen Armee genutzt. Aus diesen vier Kreisen entstand 1946 der Regierungsbezirk Montabaur, der einen der fünf Regierungsbezirke bildete, in die sich das neu gebildete Land Rheinland-Pfalz 1946 gliederte. Dieser Bezirk wurde 1969 aufgelöst und dem Regierungsbezirk Koblenz angegliedert. Das Schloss war in dieser Zeit Sitz des Landrats und der Bezirksregierung. Danach wurde es an die Deutsche Genossenschaftskasse verkauft, die es seit 1975 als Weiterbildungsstätte für Mitarbeiter nutzt. Kulturelle Veranstaltungen finden aber auch weiterhin dort statt.
In den 1950er-Jahren wurde die Pfarrkirche erneut renoviert. Hierbei wurden teilweise die neogotischen Ergänzungen der Renovierung der 1870er-Jahre zurückgenommen. Die Renovierung der 1990er und frühen 2000er führte zu einer erneuten Änderung des Erscheinungsbildes. Bei dieser Renovierung wurde das Gebäude auch wieder verputzt.
Der noch in den 1950er-Jahren eher arme Westerwald gehört heute, nicht zuletzt dank der günstigen Lage zu den Wirtschaftsräumen Köln und Frankfurt, zu einer der wohlhabenderen Regionen in Deutschland. Trotz der immer noch ländlichen Struktur hat durch Zuzüge und Straßenbau (Umgehungsstraßen) auch im Westerwald noch in den 1980er- und 1990er-Jahren der Landschaftsverbrauch weiter zugenommen, allerdings vor allem zu Lasten der landwirtschaftlich genutzten Flächen (Siedlungs- und Verkehrsfläche 1980: 12,9 %, 2005: 18,7 %).
Am 22. April 1972 wurden die sieben bis dahin selbstständigen Gemeinden Bladernheim, Elgendorf, Eschelbach, Ettersdorf, Horressen, Reckenthal und Wirzenborn nach Montabaur eingemeindet.
Bis Anfang 2004 war Montabaur mit der Westerwald-Kaserne ein Bundeswehrstandort, an dem das Raketenartilleriebataillon 350 des III. Korps und Instandsetzungseinheiten stationiert waren.

## Bevölkerungsentwicklung
Die älteste Angabe zur Montabaurer Bevölkerungszahl stammt aus dem Jahr 1548 und weist 215 Feuerstellen aus.
| Jahr | Einwohner |
| ---- | --------- |
| 1800 | 02.000    |
| 1844 | 02.727    |
| 1871 | 03.200    |
| 1910 | 04.000    |
| 1945 | 04.200    |
| 1969 | 07.500    |
| 2004 | 14.000    |